# Butler Lampson

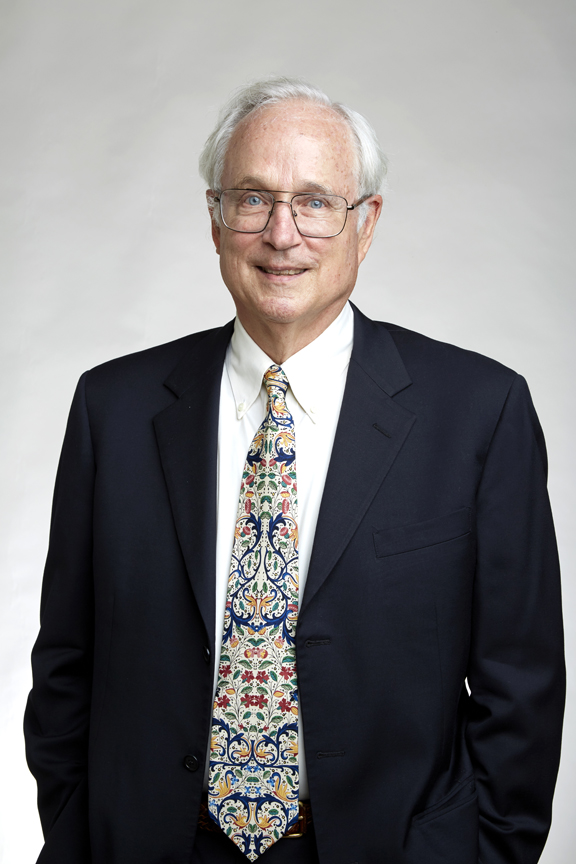
Butler Lampson 2018

Butler Wright Lampson (* 23. Dezember 1943 in Washington, D.C.) ist ein US-amerikanischer Informatiker, der an zahlreichen bedeutenden Entwicklungen beteiligt war, allen voran der des Personal Computers.

## Leben
Lampson machte 1964 seinen Bachelor in Physik an der Harvard University, 1967 mit der Arbeit Scheduling and Protection in an Interactive Multi-Processor System seinen Ph.D. in Elektrotechnik und Informatik an der University of California, Berkeley bei Harry Huskey. Danach war er dort außerordentlicher Professor für Informatik.
In den 1960ern war Lampson am Berkeley-Projekt Genie beteiligt, wo er 1965 mit L. Peter Deutsch und anderen das Betriebssystem für den SDS-940-Mainframe schrieb.
1970 war Lampson eines der Gründungsmitglieder von Xerox PARC, wo er im Computer Science Laboratory (CSL) arbeitete. Seine Vision eines Personal Computers fasste er 1972 in das Memo Why Alto?. 1973 entwickelte er nach dieser Idee mit Charles P. Thacker und anderen den Xerox Alto mit seiner Drei-Tasten-Maus und dem hochformatigen Ganzseiten-Bildschirm – den ersten Computer mit grafischer Benutzeroberfläche. Alle weiteren bei Xerox PARC gebauten Computer folgten einem Architekturkonzept Lampsons namens Wildflower.
Lampson war bei PARC auch an der Entwicklung mehrerer anderer revolutionärer Technologien beteiligt, etwa des Laserdruckers, der ersten WYSIWYG-Textverarbeitung Bravo (mit Charles Simonyi), des Ethernets (mit Robert Metcalfe und Charles P. Thacker), Commit-Protokollen und verschiedenen einflussreichen Programmiersprachen (wie Mesa). Auf seinen Namen laufen über 30 Patente.
1984 wechselte Lampson von Xerox PARC zur Digital Equipment Corporation, 1995 zu Microsoft Research, wo er unter anderem an Tablet-PC-Systemen forschte. Seit 1987 ist er zudem außerordentlicher Professor am MIT.
Lampson ist verheiratet und hat zwei Kinder.

## Ehrungen
- 1986: Ehrendoktorwürde der ETH Zürich
- 1992: Turing Award
- 1993: Mitglied der American Academy of Arts and Sciences
- 1994: Fellow der ACM
- 1996: Ehrendoktorwürde der Universität Bologna
- 2001: John-von-Neumann-Medaille
- 2004: Charles-Stark-Draper-Preis (mit Alan Kay, Robert W. Taylor und Charles P. Thacker)
- 2005: Mitglied der National Academy of Sciences
- 2018: Auswärtiges Mitglied der Royal Society